# Masako Chiba
Masako Chiba (jap. 千葉真子 Chiba Masako; ur. 18 lipca 1976 w Uji) – japońska lekkoatletka specjalizująca się w biegach długodystansowych, uczestniczka letnich igrzysk olimpijskich w Atlancie (1996).

## Sukcesy sportowe
- trzykrotna zwyciężczyni biegów maratońskich w Sapporo – 2001, 2004, 2005[1]

| Rok  | Miasto  | Zawody                                    | Konkurencja        | Wynik         |
| ---- | ------- | ----------------------------------------- | ------------------ | ------------- |
| 1995 | Durham  | Mistrzostwa świata w biegach przełajowych | juniorki drużynowo | brązowy medal |
| 1996 | Atlanta | Igrzyska olimpijskie                      | bieg na 10 000 m   | 5. miejsce    |
| 1997 | Pusan   | Igrzyska Azji Wschodniej                  | bieg na 10 000 m   | złoty medal   |
| 1997 | Ateny   | Mistrzostwa świata                        | bieg na 10 000 m   | brązowy medal |
| 1997 | Fukuoka | Finał Grand Prix IAAF                     | bieg na 5000 m     | 7. miejsce    |
| 2003 | Paryż   | Mistrzostwa świata                        | bieg maratoński    | brązowy medal |

## Rekordy życiowe
- bieg na 3000 metrów – 9:14,7 – Osaka 10/05/1997
- bieg na 5000 metrów – 15:20,13 – Sapporo 14/07/1996
- bieg na 10 000 metrów – 31:20,46 – Osaka 09/06/1996
- półmaraton – 1:06:43 – Tokio 19/01/1997
- maraton – 2:21:45 – Osaka 26/01/2003